# Personale della New Japan Pro-Wrestling
La New Japan Pro-Wrestling è una federazione di wrestling giapponese. Per essa lavorano atleti, personalità dirigenziali e dietro le quinte.
La New Japan Pro-Wrestling possiede la federazione joshi World Wonder Ring Stardom, inoltre fa parte del progetto United Japan Pro Wrestling, un'associazione di cui fanno parte molte altre federazioni del Giappone: fra esse si contano la Pro Wrestling Noah, Dragon Gate, DDT Pro-Wrestling, Big Japan Pro Wrestling e la All Japan Pro Wrestling.
All'estero invece intrattiene relazioni di partenariato con la federazione messicana Consejo Mundial de Lucha Libre, la britannica Revolution Pro Wrestling, e le promotion americane Major League Wrestling, All Elite Wrestling e Ring of Honor.
La New Japan inoltre produce gli show Strong negli Stati Uniti d'America e Tamashii in Australia.

## Parco atleti

### Pesi massimi

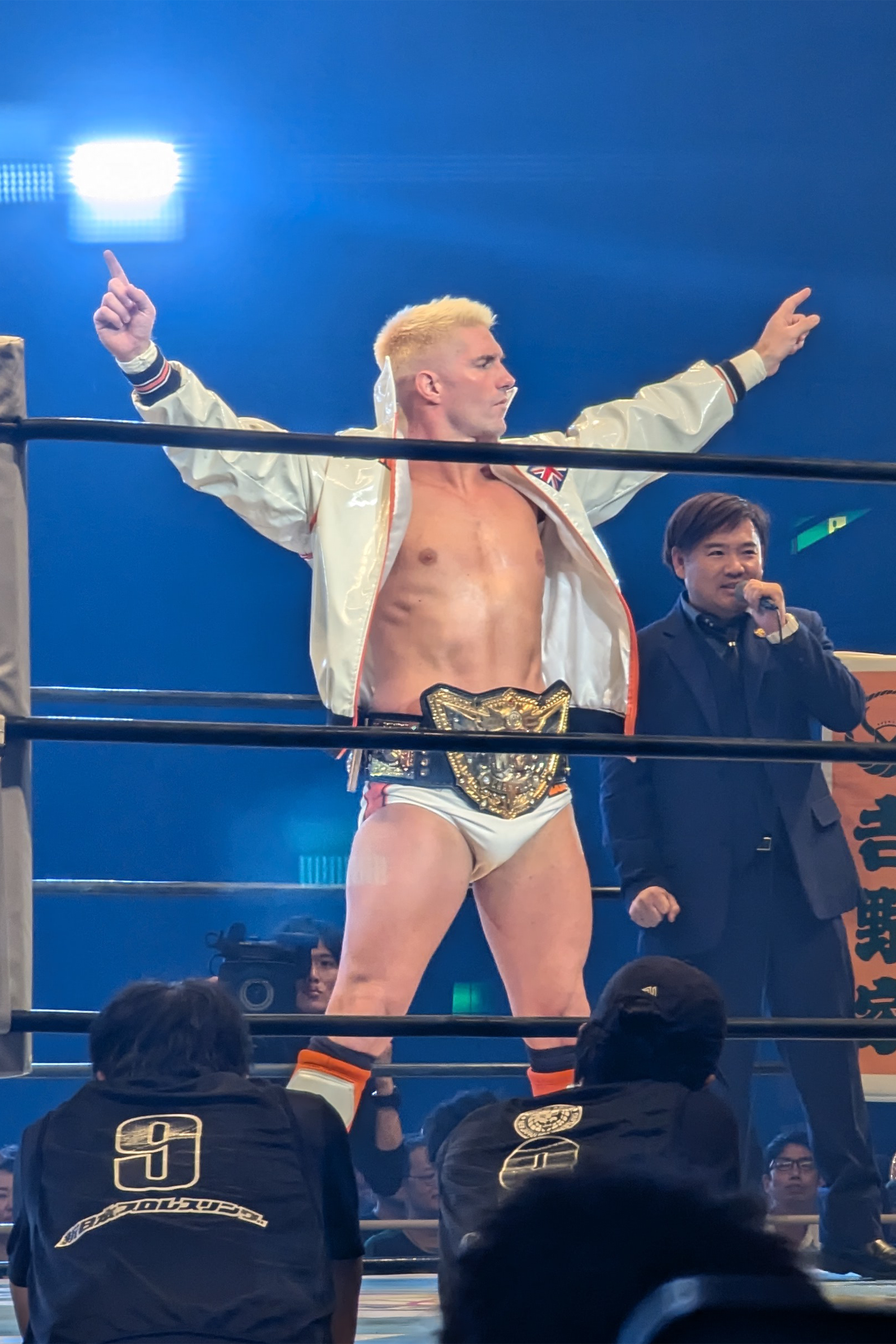
Zack Sabre Jr., IWGP World Heavyweight Champion

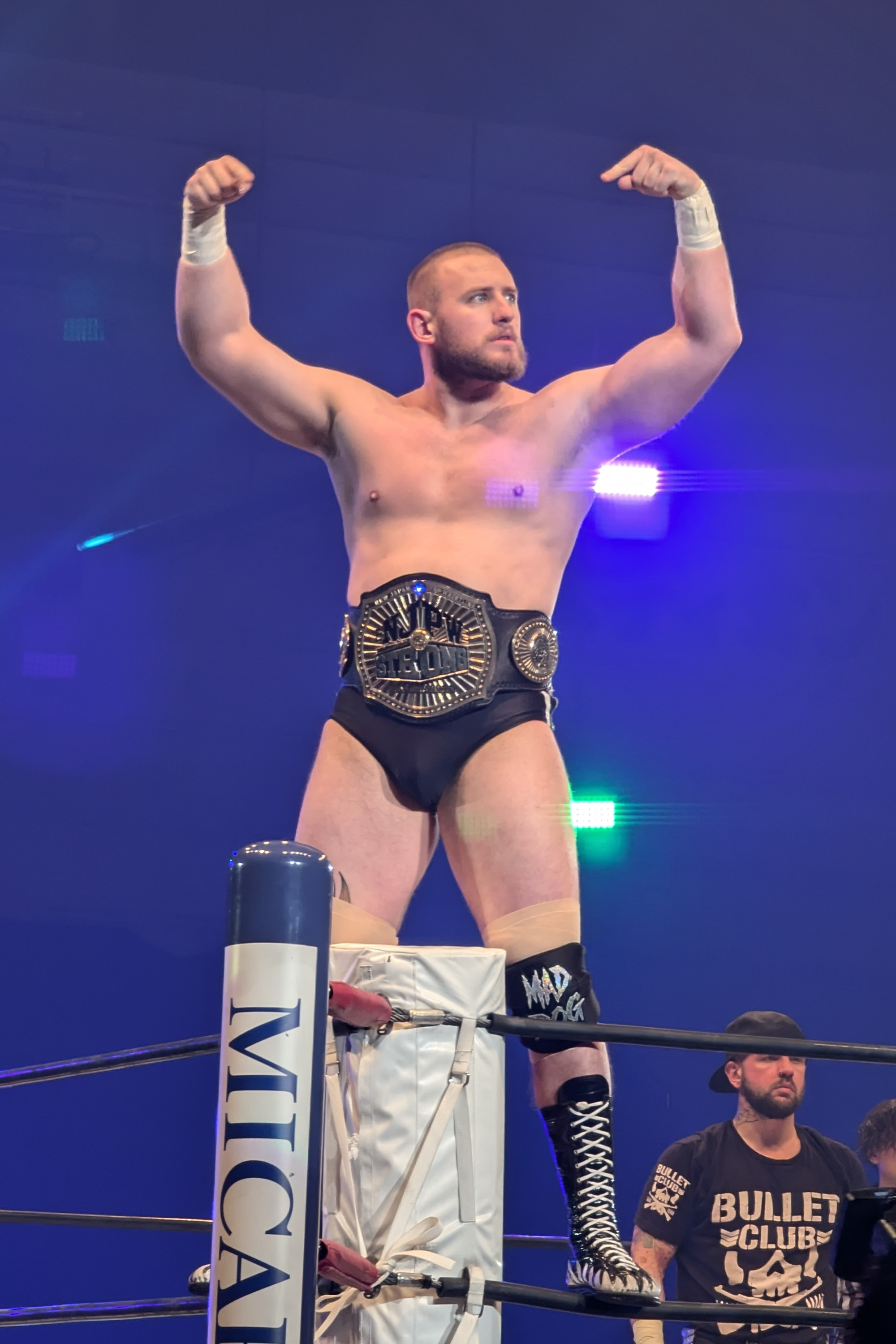
Gabe Kidd, IWGP Global Champion

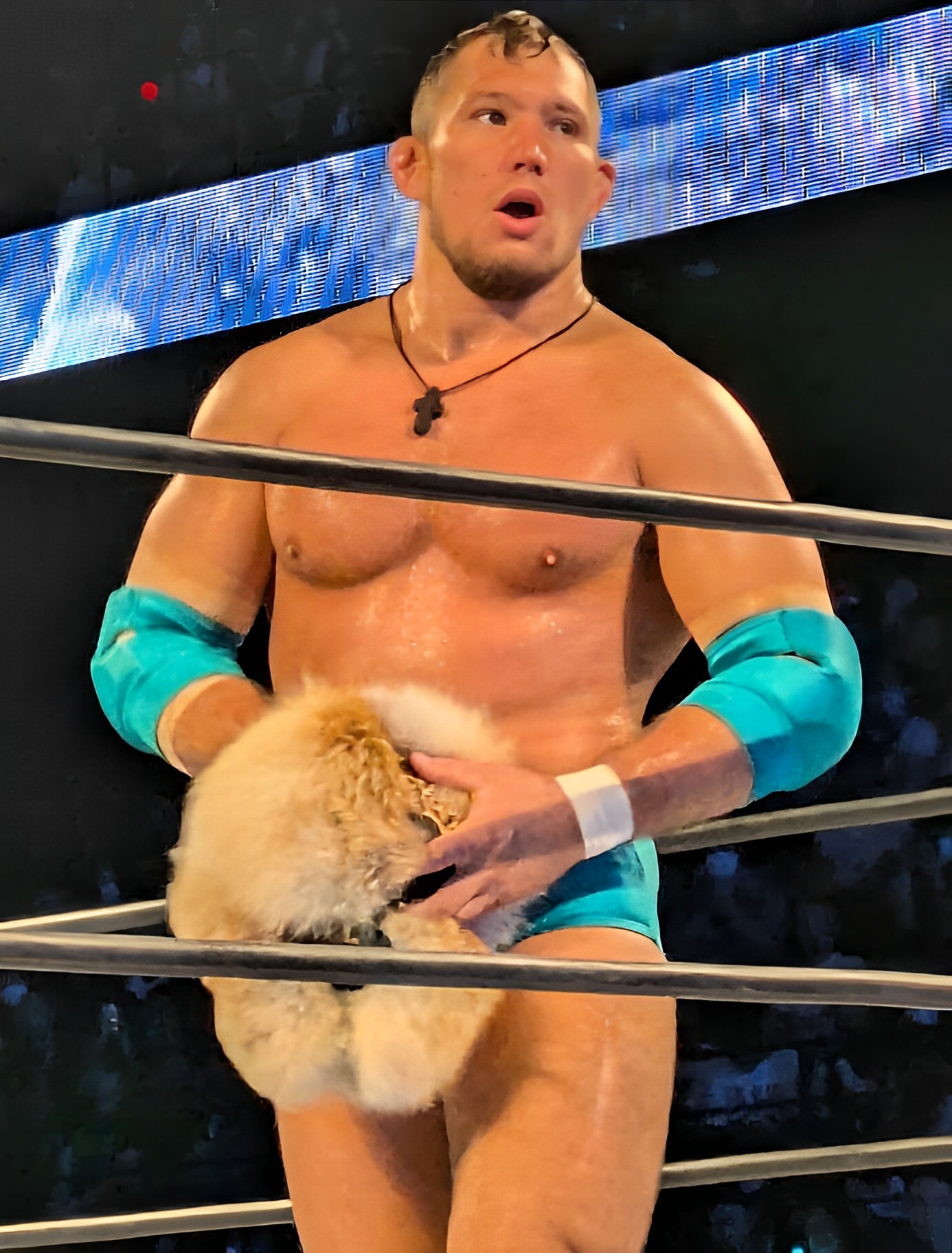
Oleg Boltin, NEVER Openweight Champion

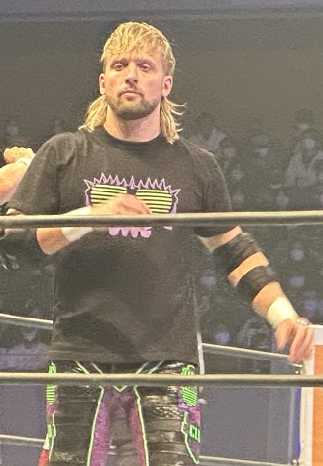
El Phantasmo, NJPW World Television Champion

| Ring Name          | Nome Reale         | Affiliazione                                              | Note                                              |
| ------------------ | ------------------ | --------------------------------------------------------- | ------------------------------------------------- |
| Callum Newman      | Callum Newman      | United Empire                                             |                                                   |
| Chase Owens        | Steven Owens       | House of Torture                                          |                                                   |
| David Finlay       | David Finlay III   | Bullet Club War Dogs                                      |                                                   |
| Don Falé           | Simi Falé          | House of Torture                                          |                                                   |
| Drilla Moloney     | Daniel Moloney     | Bullet Club War Dogs                                      |                                                   |
| El Phantasmo       | Riley Vigier       | Hontai                                                    | NJPW World Television Champion                    |
| Evil               | Takaaki Watanabe   | House of Torture                                          |                                                   |
| Gabe Kidd          | Gabriel McMenamin  | Bullet Club War Dogs                                      | IWGP Global Champion                              |
| Great-O-Khan       | Tomoyuki Oka       | United Empire                                             |                                                   |
| Hartley Jackson    | Hartley Jackson    | TMDK                                                      |                                                   |
| Henare             | Aaron Henry        | United Empire                                             |                                                   |
| Hirooki Goto       | Hirooki Goto       | Hontai                                                    |                                                   |
| Hiroshi Tanahashi  | Hiroshi Tanahashi  | Hontai                                                    |                                                   |
| Hiroyoshi Tenzan   | Hiroyoshi Yamamoto | Hontai                                                    |                                                   |
| Jake Lee           | Lee Jae-Kyong      | Bullet Club War Dogs                                      |                                                   |
| Konosuke Takeshita | Konosuke Takeshita | All Elite Wrestling (Don Callis Family)/DDT Pro-Wrestling | Vincitore del G1 Climax                           |
| Mikey Nicholls     | Michael Nicholls   | TMDK                                                      |                                                   |
| Minoru Suzuki      | Minoru Suzuki      | Freelancer                                                |                                                   |
| Oleg Boltin        | Oleg Boltin        | Hontai                                                    | NEVER Openweight Champion                         |
| Oskar              | Oskar Munchow      | Bullet Club War Dogs                                      |                                                   |
| Ren Narita         | Ren Narita         | House of Torture                                          |                                                   |
| Ryohei Oiwa        | Ryohei Oiwa        | TMDK                                                      |                                                   |
| Sanada             | Seiya Sanada       | House of Torture                                          |                                                   |
| Satoshi Kojima     | Satoshi Kojima     | Hontai                                                    |                                                   |
| Shane Haste        | Shane Veryzer      | TMDK                                                      |                                                   |
| Shingo Takagi      | Shingo Takagi      | Non affiliato                                             |                                                   |
| Shota Umino        | Shota Unno         | Hontai                                                    |                                                   |
| Taichi             | Taichiro Maki      | Hontai                                                    | IWGP Tag Team Champion                            |
| Togi Makabe        | Shinya Makabe      | Hontai                                                    |                                                   |
| Tomoaki Honma      | Tomoaki Honma      | Hontai                                                    |                                                   |
| Tomohiro Ishii     | Tomohiro Ishii     | Hontai                                                    | Strong Openweight Champion IWGP Tag Team Champion |
| Toru Yano          | Toru Yano          | Hontai                                                    | NEVER Openweight Six Man Tag Team Champion        |
| Yoshi-Hashi        | Nobuo Yoshihashi   | Hontai                                                    |                                                   |
| Yota Tsuji         | Yota Tsuji         | Non Affiliato                                             |                                                   |
| Yūji Nagata        | Yuji Nagata        | Hontai                                                    |                                                   |
| Yujiro Takahashi   | Yujiro Takahashi   | House of Torture                                          |                                                   |
| Yuto-Ice           | Yuto Nakashima     | Bullet Club War Dogs                                      |                                                   |
| Yuya Uemura        | Yuya Uemura        | Hontai                                                    |                                                   |
| Zack Sabre Jr.     | Lucas Eatwell      | TMDK                                                      | IWGP World Heavyweight Champion                   |

### Pesi Junior

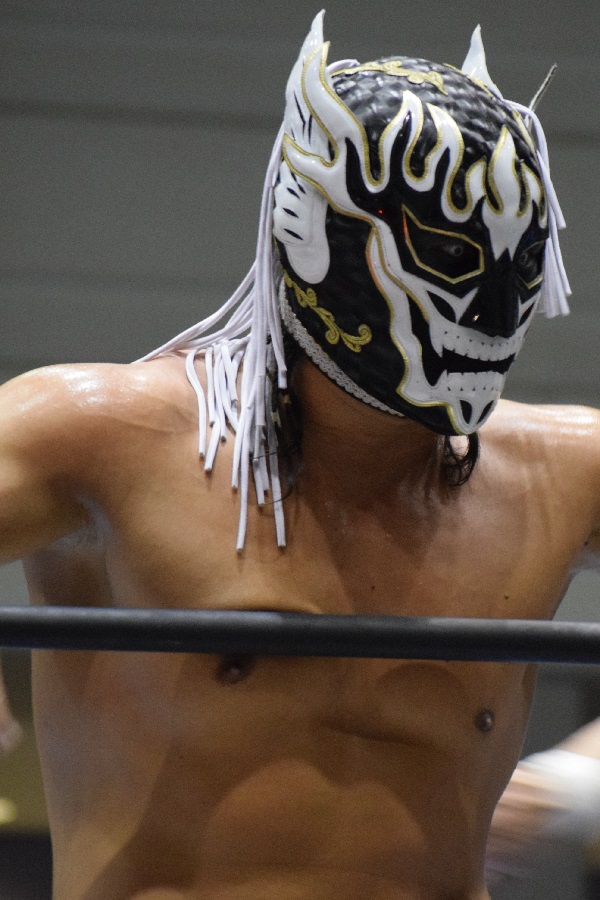
El Desperado, IWGP Junior Heavyweight Champion

| Ring Name          | Nome Reale         | Affiliazione         | Note                                       |
| ------------------ | ------------------ | -------------------- | ------------------------------------------ |
| Clark Connors      | Connor Deutsch     | Bullet Club War Dogs |                                            |
| Daiki Nagai        | Daiki Nagai        | Non Affiliato        |                                            |
| Dick Togo          | Shigeki Sato       | House of Torture     |                                            |
| Douki              | Tatsuya Hayama     | House of Torture     | IWGP Junior Heavyweight Tag Team Champion  |
| El Desperado       | Kyosuke Mikami     | Hontai               | IWGP Junior Heavyweight Champion           |
| Francesco Akira    | Francesco Begnini  | United Empire        |                                            |
| Gedo               | Keiji Takayama     | Bullet Club War Dogs |                                            |
| Hiromu Takahashi   | Hiromu Takahashi   | Non Affiliato        |                                            |
| Jado               | Shoji Akiyoshi     | Hontai               |                                            |
| Jakob Austin Young | Sconosciuto        | United Empire        |                                            |
| Kevin Knight       | Kevin Knight       | All Elite Wrestling  |                                            |
| Kosei Fujita       | Kosei Fujita       | TMDK                 |                                            |
| Kushida            | Yujiro Kushida     | Hontai               |                                            |
| Master Wato        | Hirai Kawato       | Hontai               | NEVER Openweight Six Man Tag Team Champion |
| Robbie Eagles      | James McMathaus    | TMDK                 |                                            |
| Robbie X           | Robert Bell        | Bullet Club War Dogs |                                            |
| Ryusuke Taguchi    | Ryusuke Taguchi    | Hontai               |                                            |
| Sho                | Sho Tanaka         | House of Torture     | IWGP Junior Heavyweight Tag Team Champion  |
| Taiji Ishimori     | Taiji Ishimori     | Bullet Club War Dogs |                                            |
| Taka Michinoku     | Takao Yoshida      | Hontai               |                                            |
| Tiger Mask         | Yoshihiro Yamazaki | Hontai               |                                            |
| Yoh                | Yohei Komatsu      | Hontai               | NEVER Openweight Six Man Tag Team Champion |
| Yoshinobu Kanemaru | Yoshinobu Kanemaru | House of Torture     |                                            |

### Divisione femminile

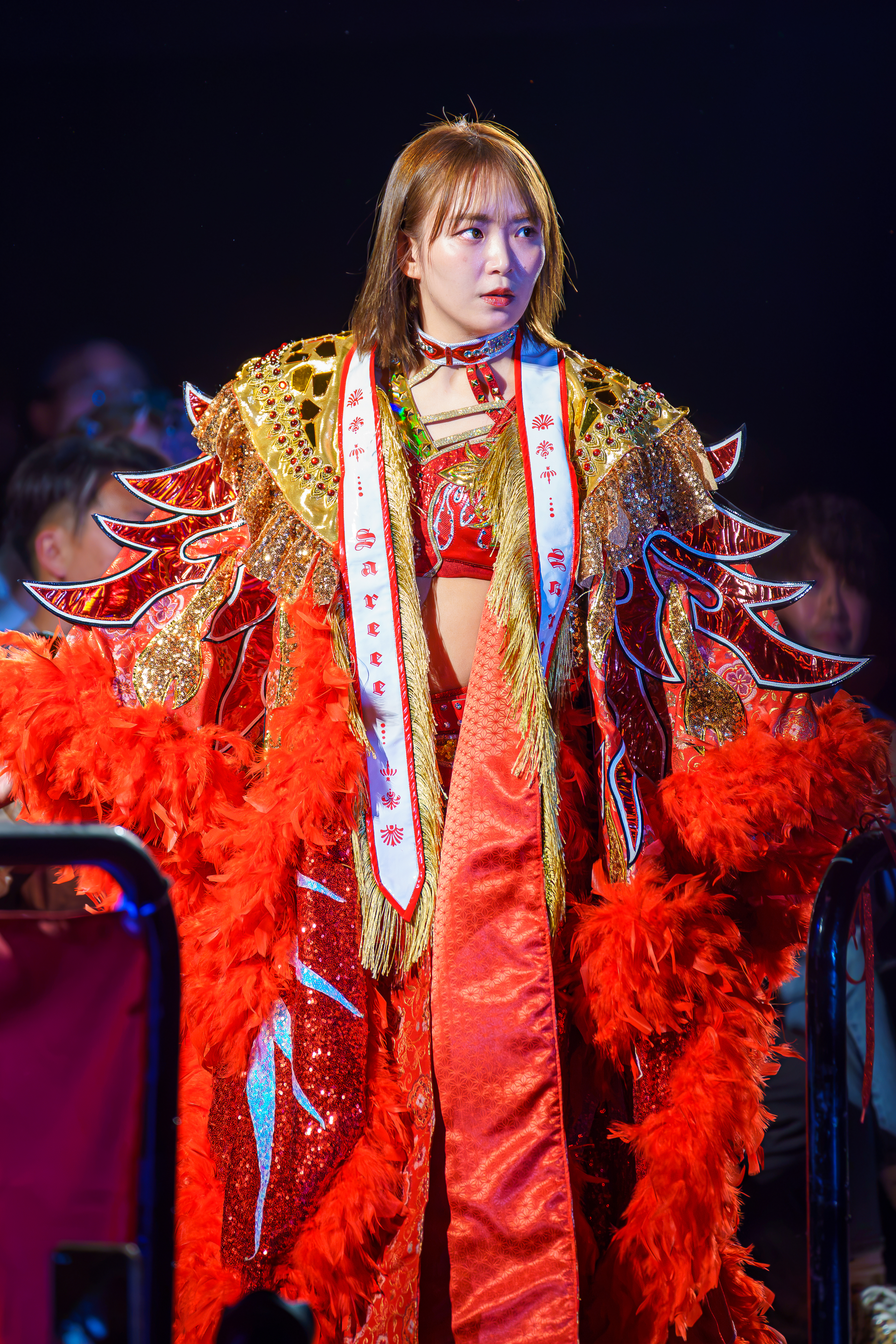
Sareee, IWGP Women's Champion

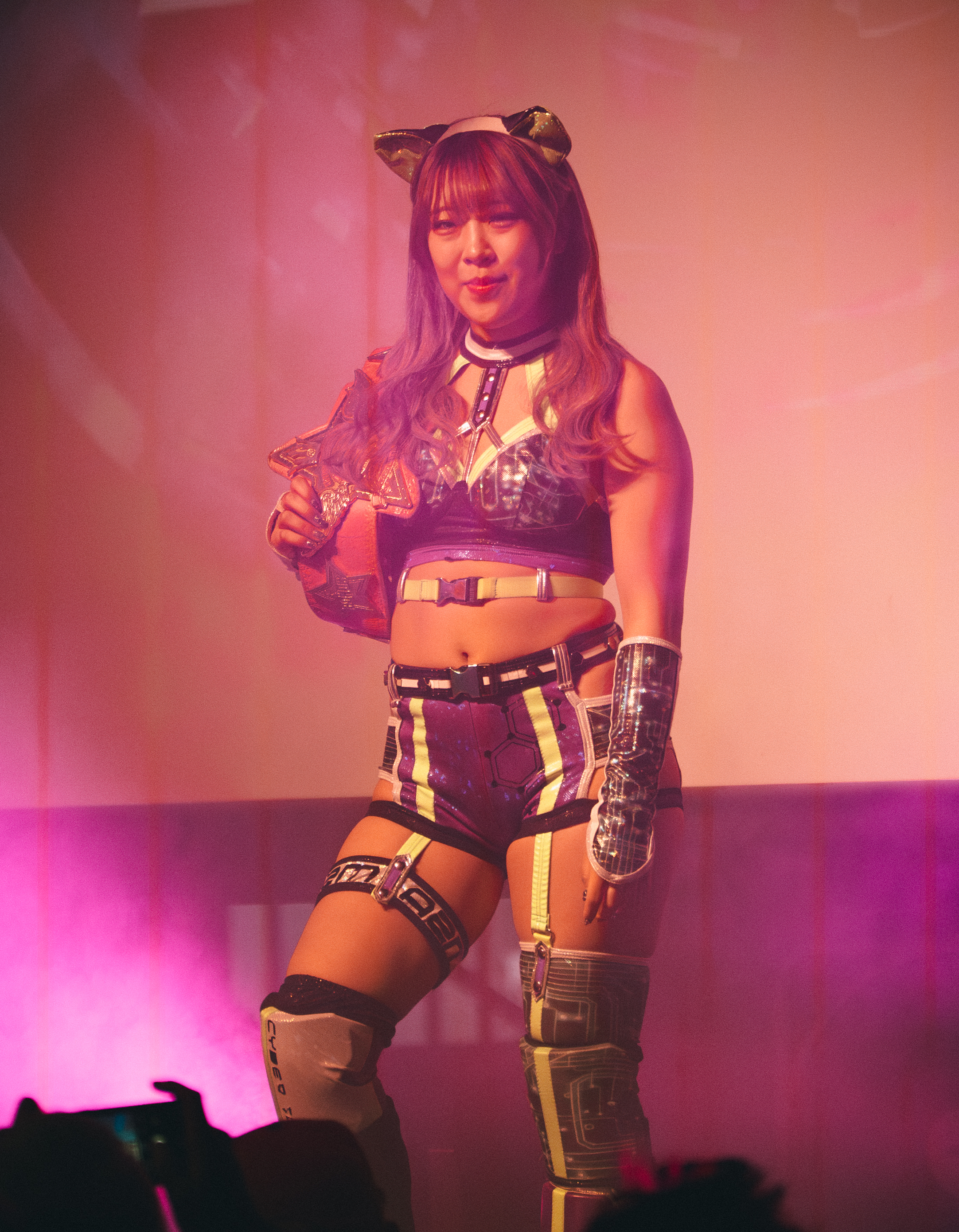
AZM, Strong Women's Champion

| Ring Name | Nome Reale    | Affiliazione | Note                    |
| --------- | ------------- | ------------ | ----------------------- |
| AZM       | Sconosciuto   | Neo Genesis  | Strong Women's Champion |
| Sareee    | Sari Fujimura | Freelancer   | IWGP Women's Champion   |

### Young Lions
| Ring Name         | Nome Reale        | Note |
| ----------------- | ----------------- | ---- |
| Aaron Wolf        | Aaron Wolf        |      |
| Katsuya Murashima | Katsuya Murashima |      |
| Masatora Yasuda   | Masatora Yasuda   |      |
| Shoma Kato        | Shoma Kato        |      |
| Tatsuya Matsumoto | Tatsuya Matsumoto |      |
| Zane Jay          |                   |      |

### Strong
| Ring Name     | Nome Reale       | Affiliazione              | Note                                |
| ------------- | ---------------- | ------------------------- | ----------------------------------- |
| Alex Zayne    | Alex Brandenburg | Freelancer                |                                     |
| Bad Dude Tito | Tito Escondido   | TMDK                      |                                     |
| The DKC       | Dylan Barrales   | Strong                    |                                     |
| Fred Rosser   | Fredrick Rosser  | Strong                    |                                     |
| Jorel Nelson  | Jorel Nelson     | World Class Wrecking Crew |                                     |
| Rocky Romero  | John Rivera      | Don Callis Family         |                                     |
| Royce Isaacs  | Isaac Hull       | World Class Wrecking Crew |                                     |
| Templario     | Sconosciuto      | United Empire/CMLL        | Strong Openweight Tag Team Champion |
| TJP           | Theodore Perkins | United Empire             | Strong Openweight Tag Team Champion |
| Tom Lawlor    | Tom Lawlor       | Major League Wrestling    |                                     |

### Tamashii
| Ring Name             | Nome Reale          | Note                       |
| --------------------- | ------------------- | -------------------------- |
| Andrew Villalobos     | Andrew Villalobos   |                            |
| Caveman Ugg           | Brian Gammagge      |                            |
| Jack Bonza            | Stephen Teulan      |                            |
| Jake Taylor           | Jake Taylor         |                            |
| Jordan Allan-Wright   | Jordan Allan-Wright |                            |
| Jude London           | Sconosciuto         |                            |
| "Magic" Mark Tui      | Mark Tui            | Tamashii Tag Team Champion |
| Michael Richards      | Michael Richards    |                            |
| Nikolai Anton-Bell    | Nikolai Anton-Bell  |                            |
| Paris de Silva        | Sconosciuto         |                            |
| "Pretty" Richard Mulu | Richard Mulu        | Tamashii Tag Team Champion |
| Steve Filip           | Steven Filipovski   |                            |
| TJ Illes              | Sconosciuto         |                            |
| Tome Filip            | Tome Filipovski     |                            |
| Tony Khozina          | Anthony Khozina     |                            |
| Trent Hooper          | Sconosciuto         |                            |

## Altre personalità on screen

### Annunciatori
| Ring Name              | Nome Reale         | Ruolo                                   |
| ---------------------- | ------------------ | --------------------------------------- |
| Adnan Kureishy         | Adnan Kureishy     | Annunciatore in lingua inglese          |
| Chris Charlton         | Chris Charlton     | Telecronista in lingua inglese          |
| Daisuke Takahashi      | Daisuke Takahashi  | Telecronista                            |
| Emily Mae              | Emily Heller       | Intervistatrice in lingua inglese       |
| Gino Gambino           | Adam Kostovski     | Telecronista in lingua inglese          |
| Haruo Murata           | Haruo Murata       | Telecronista                            |
| Ian Riccaboni          | Ian Riccaboni      | Telecronista per NJPW Strong            |
| Katsuhiko Kanazawa     | Katsuhiko Kanazawa | Telecronista                            |
| Kazuo Yamazaki         | Kazuo Yamazaki     | Telecronista                            |
| Koki Yamazaki          | Koki Yamazaki      | Telecronista                            |
| Makoto Abe             | Makoto Abe         | Annunciatore                            |
| Milano Collection A.T. | Akihito Sawafuji   | Telecronista                            |
| Miki Motoi             | Miki Motoi         | Telecronista                            |
| Shijeki Kiyono         | Shijeki Kiyono     | Telecronista                            |
| Shinji Yoshino         | Shinji Yoshino     | Telecronista                            |
| Shinpei Nogami         | Shinpei Nogami     | Telecronista                            |
| Souichi Shibata        | Souichi Shibata    | Telecronista                            |
| Taisei Watanabe        | Taisei Watanabe    | Annunciatore                            |
| Takuro Shibata         | Takuro Shibata     | Annunciatore giapponese per NJPW Strong |
| Tom Partridge          | Tom Partridge      | Interprete e telecronista               |
| Veda Scott             | Veda Scott         | Telecronista per NJPW Strong            |
| Walker Stewart         | Walker Stewart     | Telecronista in lingua inglese          |
| Yuichi Tabata          | Yuichi Tabata      | Telecronista                            |

### Arbitri

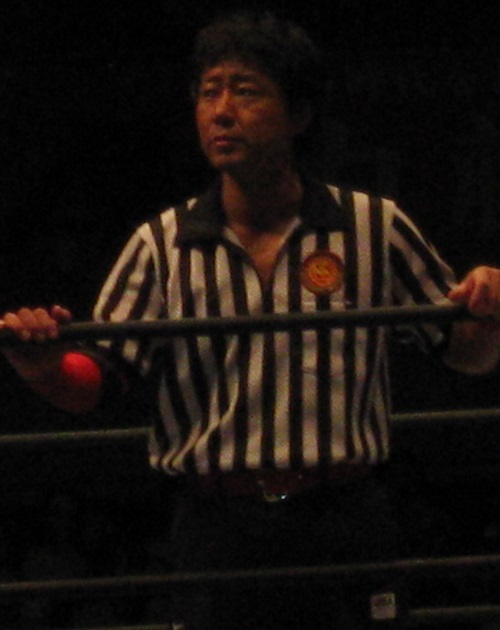
Red Shoes Unno

| Ring Name         | Nome Reale        | Note                    |
| ----------------- | ----------------- | ----------------------- |
| Chad Rico         |                   | Arbitro per NJPW Strong |
| Jeremy Marcus     | Jeremy Marcus     | Arbitro per NJPW Strong |
| Justin Borden     | Justin Borden     | Arbitro per NJPW Strong |
| Kenta Sato        | Kenta Sato        |                         |
| Marty Asami       | Marty Asami       |                         |
| Nick Bonanno      | Nick Bonanno      | Arbitro per NJPW Strong |
| Red Shoes Unno    | Hiroyuki Unno     | Capo Arbitro            |
| Taito Nakabayashi | Taito Nakabayashi |                         |
| Yuya Sakamoto     | Yuya Sakamoto     |                         |

## Dietro le quinte
| Ring Name            | Nome Reale        | Ruolo              |
| -------------------- | ----------------- | ------------------ |
| Hiro Saito           | Hiroyuki Saito    | Allenatore         |
| Julia Claris         | Julia Claris      | Musicista          |
| Jushin Thunder Liger | Keiichi Yamada    | Allenatore         |
| Kuniaki Kobayashi    | Kuniaki Kobayashi | Direttore del Dojo |
| Manabu Nakanishi     | Manabu Nakanishi  | Ex wrestler        |
| May's                |                   | Band musicale      |
| Masayuki Hayashi     | Masayuki Hayashi  | Medico             |
| Michael Craven       | Michael Craven    | General Manager    |
| No Name Tim          |                   | Tecnico del Suono  |
| [Q]Brick             |                   | Band musicale      |
| Seiji Sakaguchi      | Seiji Sakaguchi   | Advisor            |
| Takeshi Misawa       | Takeshi Misawa    | Medico             |
| Takashi Iizuka       | Takayuki Iizuka   | Allenatore         |
| Tiger Hattori        | Masao Hattori     | Ambasciatore       |
| Wataro Inoue         | Wataro Inoue      | Ambasciatore       |
| Yonosuke Kitamura    | Yonosuke Kitamura | Compositore        |

## Dirigenza

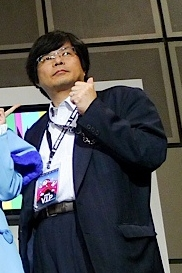
Takaaki Kidani

| Nome              | Ruolo                      |
| ----------------- | -------------------------- |
| Hiroshi Tanahashi | Presidente                 |
| Hitoshi Matsumoto | Direttore                  |
| Junya Iwasaki     | Auditor                    |
| Kaoru Mikumo      | Direttore                  |
| Naoki Sugabayashi | Chairman                   |
| Takaaki Kidani    | Presidente della Bushiroad |
| Taro Okada        | Direttore                  |